# Effet stéréoélectronique
Les effets stéréoélectroniques (au pluriel, en général) regroupent les influences stériques et électroniques intervenant dans le déroulement d'une réaction chimique ou dans la conformation d'une molécule,. En d'autres termes, les effets stéréoélectroniques peuvent également être définis comme les contraintes géométriques imposées aux états initiaux et/ou de transition des molécules, qui découlent de considérations sur le recouvrement des orbitales. Ainsi, un effet stéréoélectronique explique une propriété moléculaire ou une réactivité particulière en invoquant des interactions stabilisantes ou déstabilisantes qui dépendent des orientations relatives des électrons (liants ou non liants) dans l'espace.